# District Vorotynski
Het district Vorotynski (Russisch: Воротынский район; Vorotynski rajon) is een gemeentelijk district van de Russische oblast Nizjni Novgorod. Het bestuurlijk centrum is de plaats Vorotynets. Het district telde 21.844 inwoners bij de volkstelling van 2002, bijna 5000 minder dan bij de volkstelling van 1989, toen er 26.230 mensen werden geregistreerd. De bevolking bestaat vooral uit Russen met grote minderheden van Tsjoevasjen en Mari's.

## Geografie
Het district heeft een oppervlakte van 1929 km², waarvan 965 km² (49,9%) bestaat uit bosgebied en 571 km² uit landbouwgrond (waarvan 416 km² akkerland). District Vorotynski bevindt zich in het oostelijke deel van de oblast en grenst aan de districten Voskresenski, Lyskovski, Spasski en Pilninski van de oblast Nizjni Novgorod en aan de autonome republieken Tsjoevasjië en Mari El. De Wolga snijdt het district in tweeën; een linker deel met veel grote overblijfselen van bosgebieden (vooral naaldbomen) en een rechter deel met vooral bossteppegebied.

## Economie
Er bevinden zich een fabriek voor sterkedranken (Spiritzavod Tsjoegoenovski; twee derde van de industriële productie van het district), een fabriek waar vlees en kaas worden verwerkt (Vorotynski maslosyrzavod), een fabriek voor specifieke auto-onderdelen (VZIO of Vorotynski Zavod Ispytatelnogo Oboroedovania) en een bosbouwbedrijf (Michajlovski leschoz).
Er waren in 2006 vijftien grote landbouwbedrijven en een aantal kleinere bedrijfjes, die zich richten op de verbouw van graangewassen als tarwe, gerst, haver, erwten, klaver, luzerne en Timoteegras, zaadveredeling (twee bedrijven) en op de melkveehouderij. Er wordt verder ook turf gewonnen.

## Plaatsen
Er bevinden zich 56 bewoonde plaatsen in het district, waaronder twee nederzettingen met stedelijk karakter (Vorotynets en Vasilsoersk) en een aantal selo's, choetoren en andere nederzettingen.